# Moo Deng
 (septembre 2024).
La mise en forme du texte ne suit pas les recommandations de Wikipédia : il faut le « wikifier ».
Les points d'amélioration suivants sont les cas les plus fréquents. Le détail des points à revoir est peut-être précisé sur la page de discussion.
- Les titres sont pré-formatés par le logiciel. Ils ne sont ni en capitales, ni en gras.
- Le texte ne doit pas être écrit en capitales (les noms de famille non plus), ni en gras, ni en italique, ni en « petit »…
- Le gras n'est utilisé que pour surligner le titre de l'article dans l'introduction, une seule fois.
- L'italique est rarement utilisé : mots en langue étrangère, titres d'œuvres, noms de bateaux, etc.
- Les citations ne sont pas en italique mais en corps de texte normal. Elles sont entourées par des guillemets français : « et ».
- Les listes à puces sont à éviter, des paragraphes rédigés étant largement préférés. Les tableaux sont à réserver à la présentation de données structurées (résultats, etc.).
- Les appels de note de bas de page (petits chiffres en exposant, introduits par l'outil «  Source ») sont à placer entre la fin de phrase et le point final[comme ça].
- Les liens internes (vers d'autres articles de Wikipédia) sont à choisir avec parcimonie. Créez des liens vers des articles approfondissant le sujet. Les termes génériques sans rapport avec le sujet sont à éviter, ainsi que les répétitions de liens vers un même terme.
- Les liens externes sont à placer uniquement dans une section « Liens externes », à la fin de l'article. Ces liens sont à choisir avec parcimonie suivant les règles définies. Si un lien sert de source à l'article, son insertion dans le texte est à faire par les notes de bas de page.
- La présentation des références doit suivre les conventions bibliographiques. Il est recommandé d'utiliser les modèles {{Ouvrage}}, {{Chapitre}}, {{Article}}, {{Lien web}} et/ou {{Bibliographie}}. Le mode d'édition visuel peut mettre en forme automatiquement les références.
- Insérer une infobox (cadre d'informations à droite) n'est pas obligatoire pour parachever la mise en page.

Pour une aide détaillée, merci de consulter Aide:Wikification.
Si vous pensez que ces points ont été résolus, vous pouvez retirer ce bandeau et améliorer la mise en forme d'un autre article.
Moo Deng (thaï : หมูเด้ง, littéralement « porc bondissant ») est un hippopotame pygmée femelle vivant au zoo de Chonburi à Si Racha, province de Chonburi, Thaïlande,. 
Moo Deng est devenue célèbre en septembre 2024 en tant que mème Internet après que des images publiées par le zoo sont devenues virales.

## Contexte
Moo Deng est née le 10 juillet 2024 de parents Jonah et Tony. Son nom a été choisi à l'issue d'un sondage public, où plus de 20 000 personnes ont voté « Moo Deng », qui signifie « porc bondissant ». 

## Popularité en ligne
Le zoo de Chonburi a partagé des photos de ses hippopotames sur sa page Facebook officielle et Moo Deng s'est rapidement imposée comme la vedette, rassemblant des millions de fans sur les réseaux sociaux. Connue pour être plus joueuse et énergique que les autres, Moo Deng a suscité un tel engouement que le zoo a annoncé la vente de vêtements et de produits dérivés à son effigie. D'autres entreprises ont également surfé sur cette popularité, comme la pâtisserie Vetmon Cafe, qui a créé un gâteau en forme de Moo Deng, et Sephora, qui a publié un tutoriel de maquillage à son image. Moo Deng est également devenue une muse pour de nombreuses œuvres de fan art. Une crypto-monnaie a même été baptisée $MOODENG, se positionnant comme un « memecoin ». Rapidement, elle a suscité un vif intérêt au sein des communautés en ligne, attirant l'attention grâce à son concept original et son lien avec la figure de Moo Deng.

## Harcèlement de la part des visiteurs
En raison de la popularité virale de Moo Deng en ligne, le nombre de visiteurs quotidiens au zoo a doublé début septembre 2024. Cependant, certains visiteurs ont perturbé l'animal en l'éclaboussant d'eau et en lui lançant des objets, comme des coquillages, pour la réveiller. Face à ces comportements, le zoo de Chonburi a installé des caméras de sécurité autour de l'enclos et le directeur a menacé d'engager des poursuites contre les visiteurs impliqués dans ces actes de harcèlement. Ces comportements ont été largement condamnés sur internet, et le zoo a également instauré une limite de cinq minutes pour les visites afin de gérer l'afflux important de visiteurs.

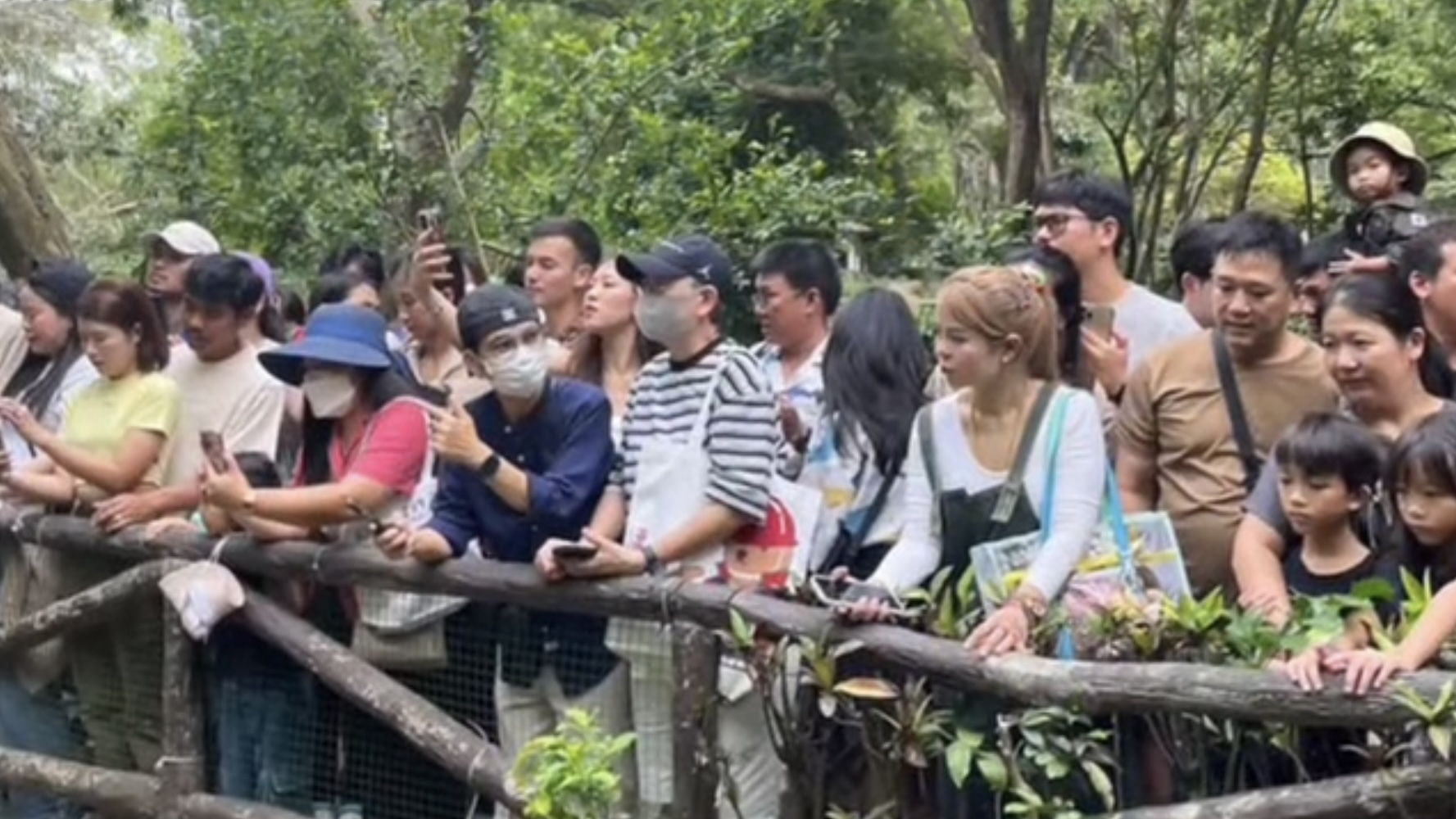
Visiteurs souhaitant voir Moo Deng.